# Netřeby (Hřebeč)
Netřeby jsou malá vesnice, část obce Hřebeč v okrese Kladno ve Středočeském kraji. V roce 2011 zde trvale žilo 38 obyvatel. Jižní částí vesnice protéká Lidický potok.

## Historie
První písemná zmínka o vesnici pochází z roku 1785.
Osada měla roku 1848 deset domů a 69 obyvatel.[zdroj?]

## Obyvatelstvo
| Rok            | 1869 | 1880 | 1890 | 1900 | 1910 | 1921 | 1930 | 1950 | 1961 | 1970 | 1980 | 1991 | 2001 | 2011 | 2021 |
| -------------- | ---- | ---- | ---- | ---- | ---- | ---- | ---- | ---- | ---- | ---- | ---- | ---- | ---- | ---- | ---- |
| Počet obyvatel | 91   | 105  | 101  | 77   | 116  | 89   | 77   | 65   | 54   | 42   | 35   | 29   | 45   | 38   | 41   |
| Počet domů     | 13   | 12   | 13   | 14   | 15   | 15   | 15   | 15   | 15   | 15   | 13   | 15   | 15   | 15   | 15   |